# Стела «Город воинской славы» (Ржев)
Памятник-стела «Город воинской славы» был открыт 8 мая 2010 года в городе Ржеве на Советской площади. Стела установлена в память о присвоении Ржеву почётного звания Российской Федерации «Город воинской славы».

## История памятника
Издавна близость к западным рубежам русских земель придавала Ржеву важное оборонное значение. В XIII—XV веках за город шла упорная борьба, и в ходе русско-литовских войн город-крепость несколько раз переходила из рук в руки. Достойный отпор иноземным завоевателям жители Ржева оказали и в Русско-польскую войну (1609—1618). А в историю Великой Отечественной войны вошла серия взаимосвязанных советских наступательных операций подо Ржевом (Ржевская битва).

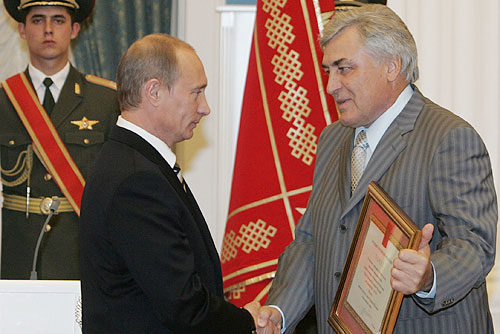
Вручение грамоты о присвоении Ржеву почётного звания

Указом Президиума Верховного Совета СССР от 2 марта 1978 года город Ржев за мужество, проявленное трудящимися города в борьбе с немецко-фашистскими захватчиками в годы Великой Отечественной войны, достигнутые успехи в хозяйственном и культурном строительстве награждён орденом Отечественной войны I степени. А 8 октября 2007 года Ржев Указом Президента Российской Федерации № 1345 удостоен почётного звания «Город воинской славы». 7 ноября 2007 года в Екатерининском зале Московского Кремля состоялась церемония вручения грамот о присвоении звания городам, в числе которых был Ржев.
В соответствии с Указом Президента Российской Федерации Путина Владимира Владимировича от 1 декабря 2006 года № 1340, в каждом городе, удостоенном этого высокого звания, устанавливается стела, посвящённая этому событию. Право на выполнение работ по изготовлению стелы «Город воинской славы Ржев» получило ОАО «Московский камнеобрабатывающий комбинат» из подмосковного Долгопрудного, предприятие, известное на всю страну своими изделиями из натурального камня. В качестве строительного материала использован гранит капустинского и мансуровского месторождения (объём более 370 м2).
В качестве места установки мемориала была выбрана Советская площадь — главная площадь города. Открытие памятной Стелы состоялось 8 мая 2010 года.
На торжественном мероприятии по поводу открытия выступали: губернатор Тверской области Дмитрий Зеленин, председатель комитета безопасности Государственной Думы РФ Владимир Васильев, председатель Законодательного Собрания Тверской области Андрей Епишин, а также глава города Ржева Александр Щетинин, отметивший символичность открытия Стелы накануне 9 мая.
24 августа 2009 года поступила в обращение почтовая марка, а 1 сентября 2011 года в обращение была выпущена памятная монета «Города воинской славы Ржев» номиналом 10 рублей. Ещё одним символом стал Меч Победы, вручённый Ржеву, как и другим городам воинской славы, 9 июня 2022 года в зале Славы Музея Победы в парке Победы на Поклонной горе в Москве. Изготовленный в Златоусте меч покрыт золотом высшей 999,9 пробы и инкрустирован уральскими самоцветами — гранатами, символизирующими пролитую кровь, и голубыми топазами, которые считаются символом мира. Длина мечей составляет 1,2 метра, вес — более пяти килограммов. На клинке, украшенном растительным орнаментом, высечены знаменитые слова князя Александра Невского: «Кто с мечом к нам придет, тот от меча и погибнет». Ранее, в апреле 2015 года, аналогичные Мечи Победы были переданы на вечное хранение городам-героям.

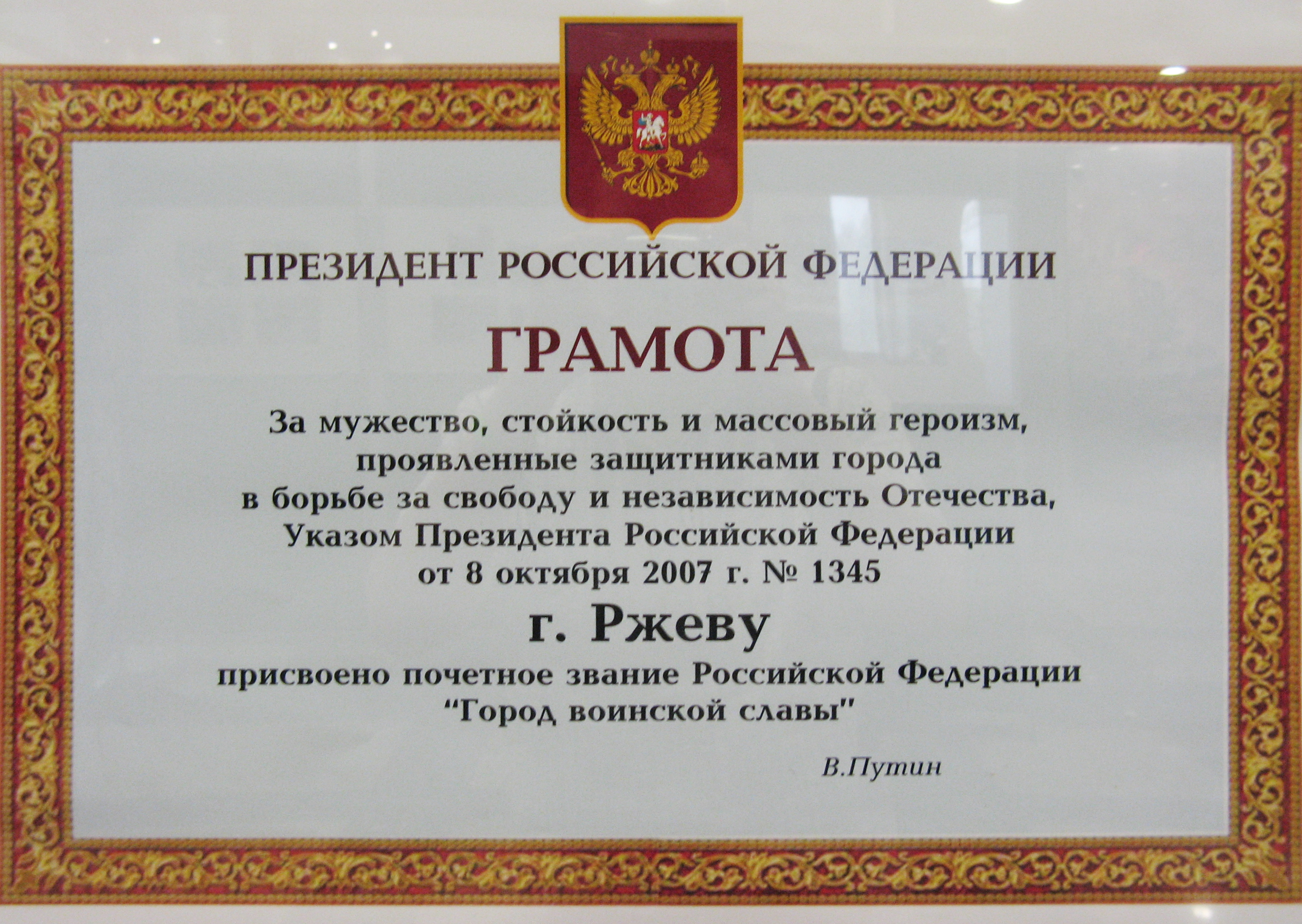
Почётная грамота
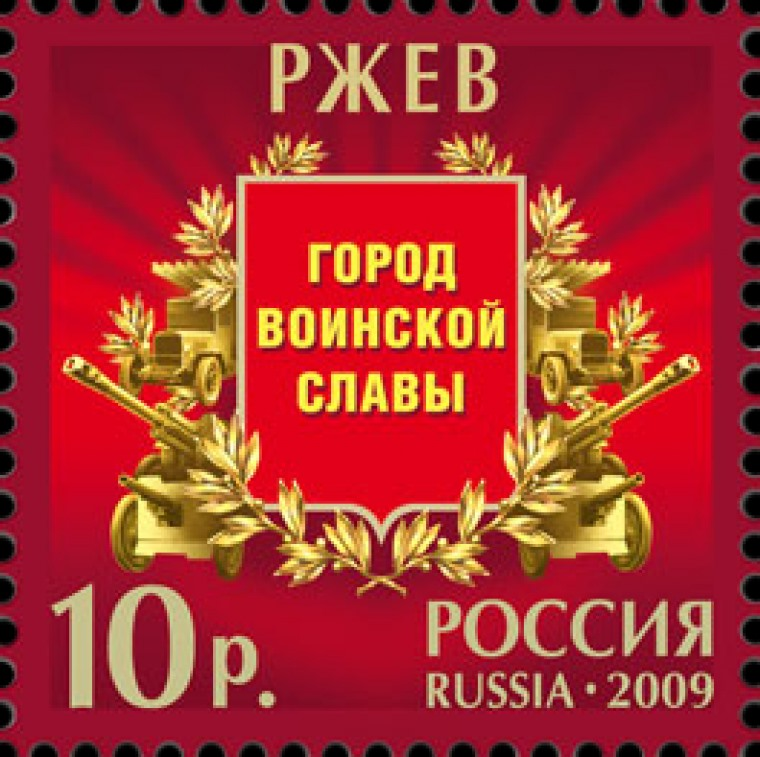
Почтовая марка
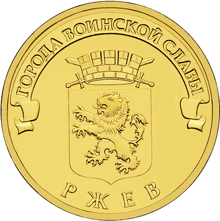
Памятная монета (10 рублей)
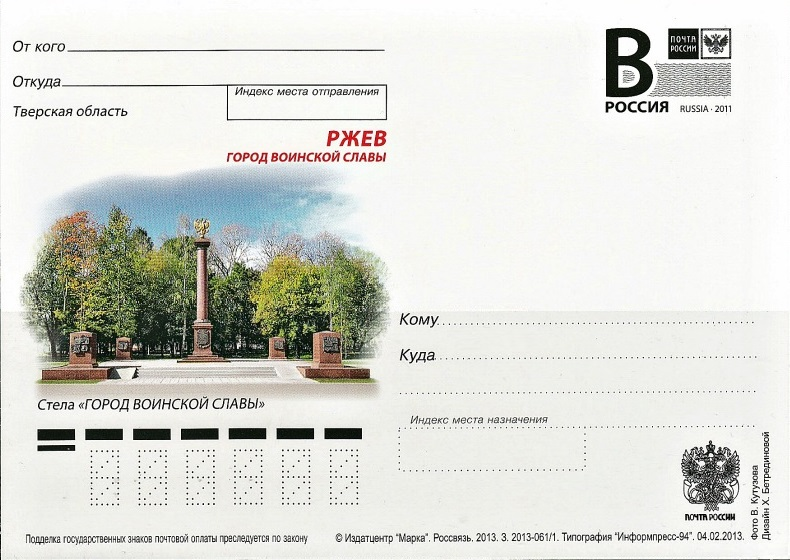
Конверт почты России с изображением стелы «Ржев — Город воинской славы»

## Описание
Архитектурно-скульптурное решение памятной стелы «Город воинской славы» утверждено Российским организационным комитетом «Победа» по результатам открытого всероссийского конкурса, в котором в 2008 году победил проект авторского коллектива в составе: Заслуженный архитектор России, действительный член Международной академии архитектуры И. Н. Воскресенский, архитекторы Г. А. Ишкильдина, В. В. Перфильев, Заслуженный художник России, член-корреспондент Российской академии художеств, скульптор С. А. Щербаков.
Стела «Город воинской славы Ржев» представляет собой 10 метровый гранитный монумент (размер всей композиции — 10 метров в высоту и 17 метров в ширину), на постаменте которого закреплена табличка с текстом Указа о присвоении Ржеву почётного звания «Город воинской славы», по краям монумента установлены четыре пилона с барельефами, изображающими основные вехи военной истории города. Вершину стелы украшает позолоченный герб Российской Федерации.
На барельефах изображены следующие события: первый пилон посвящён Куликовской битве и войне 1812 года (дружина ржевичей принимала участие в обеих этих войнах), другие три — истории Великой Отечественной войны, на одном из них присутствуют строки стихотворения Твардовского «Я убит подо Ржевом…».
На установку памятника из бюджета Тверской области было выделено 19,750 миллионов рублей.

Ф О Т О Г А Л Е Р Е Я
Первый пилон
Текст указа
Герб города
Общий вид

| Участие дружины ржевичей в Куликовской битве, Отечественной войне 1812 года, подвиг А. Н. Сеславина | Уличные бои во Ржеве (1941—1943 гг.), подвиг Н. С. Головни, ржевское подполье, фрагмент легендарного стихотворения «Я убит подо Ржевом» | Прорыв частей 6-го танкового корпуса генерала А. Л. Гетмана к Сычёвке в ходе Ржевско-Сычёвской наступательной операции «Марс» | Высадка бойцов 204-й воздушно-десантной бригады в феврале 1942 года оказавших содействие войскам 29-й армии при выходе их из окружения, освобождение города Ржева от немецко-фашистских захватчиков (3 марта 1943 года) |

## Законодательство
- Федеральный закон от 9 мая 2006 года № 68-ФЗ «О почётном звании Российской Федерации „Город воинской славы“»
- Указ Президента Российской Федерации от 1 декабря 2006 года № 1340 «Об Условиях и порядке присвоения почётного звания Российской Федерации „Город воинской славы“»
- Указ Президента Российской Федерации от 27 апреля 2007 года № 557 «О внесении изменения в Положение об условиях и порядке присвоения почётного звания „Город воинской славы“»